# 麥基特里克 (密蘇里州)
麥基特里克（英語：McKittrick）是位於美國密蘇里州蒙哥馬利縣的城市。

## 人口
根據2020年美國人口普查的數據，麥基特里克的面積為1.26平方千米，皆為陸地。當地共有人口77人，而人口密度為每平方千米61人。